# Tillandsia hieronymii
Espèce
Classification phylogénétique
Tillandsia hieronymii Mez est une plante de la famille des Bromeliaceae.
Le terme hieronymii est une dédicace au botaniste allemand G.H. Hieronymus, collecteur de la plante.

## Protologue et Type nomenclatural
Tillandsia hieronymii Mez in C.DC., Monogr. Phan. 9: 876, n° 243 (1896) (pro « Hieronymi »)
Diagnose originale :
« foliis caulem conspicuum distiche vaginantibus, 15-25 mm. longis, cylindrico-subulatis, apice obtusiusculis; scapo semper manifesto, terminali, florem singulum apice gerente; bractea trinervia, quam sepala paullo breviore ; sepalis antico cum reliquis ad 1,5 mm., posticis inter sese ad 2,5 mm. connatis; petalis minutis ; staminibus profunde inclusis, stylum superantibus. »
Type : Mez cite de nombreux spécimens sans préciser explicitement le choix d'un type parmi eux. Aucune illustration n'est associée au protologue et qui pourrait en tenir lieu.
- leg. G.H. Hieronymus, n° 124, 1876-11-12, pro « Tillandsia propinqua Gay » ; « Córdoba » ; Lectotypus B (B 10 0243353)
- leg. G.H. Hieronymus, s.n., 1876-11-12, pro « Tillandsia propinqua Gay » ; « An Bäumen bei Córdoba » ; Isolectotypus B (B 10 0243355)
- leg. G.H. Hieronymus, n° 124, 1876-11-12 ; « Argentina. Cordoba. » ; Isolectotypus US National Herbarium (US 00089212)
- leg. P. Lorentz & G.H. Hieronymus, n° 527, 1872-09 ; « Umgegend von Cordoba » ; Syntypus B (B 10 0243357)

## Synonymie

### Synonymie nomenclaturale
(aucune)

### Synonymie taxonomique
- Tillandsia capillaris Ruiz & Pav[2].
- Tillandsia propinqua Griseb. non Gay[1]

## Écologie et habitat
- Typologie : plante vivace herbacée ; épiphyte[1].
- Habitat : très souvent en épiphyte sur Celtis tala[1].
- Altitude : 3300 m[1].

## Distribution
- Amérique du Sud :
  -  Argentine
    - Córdoba [1]
    - Salta[1]